# Karl I. (Seckau)

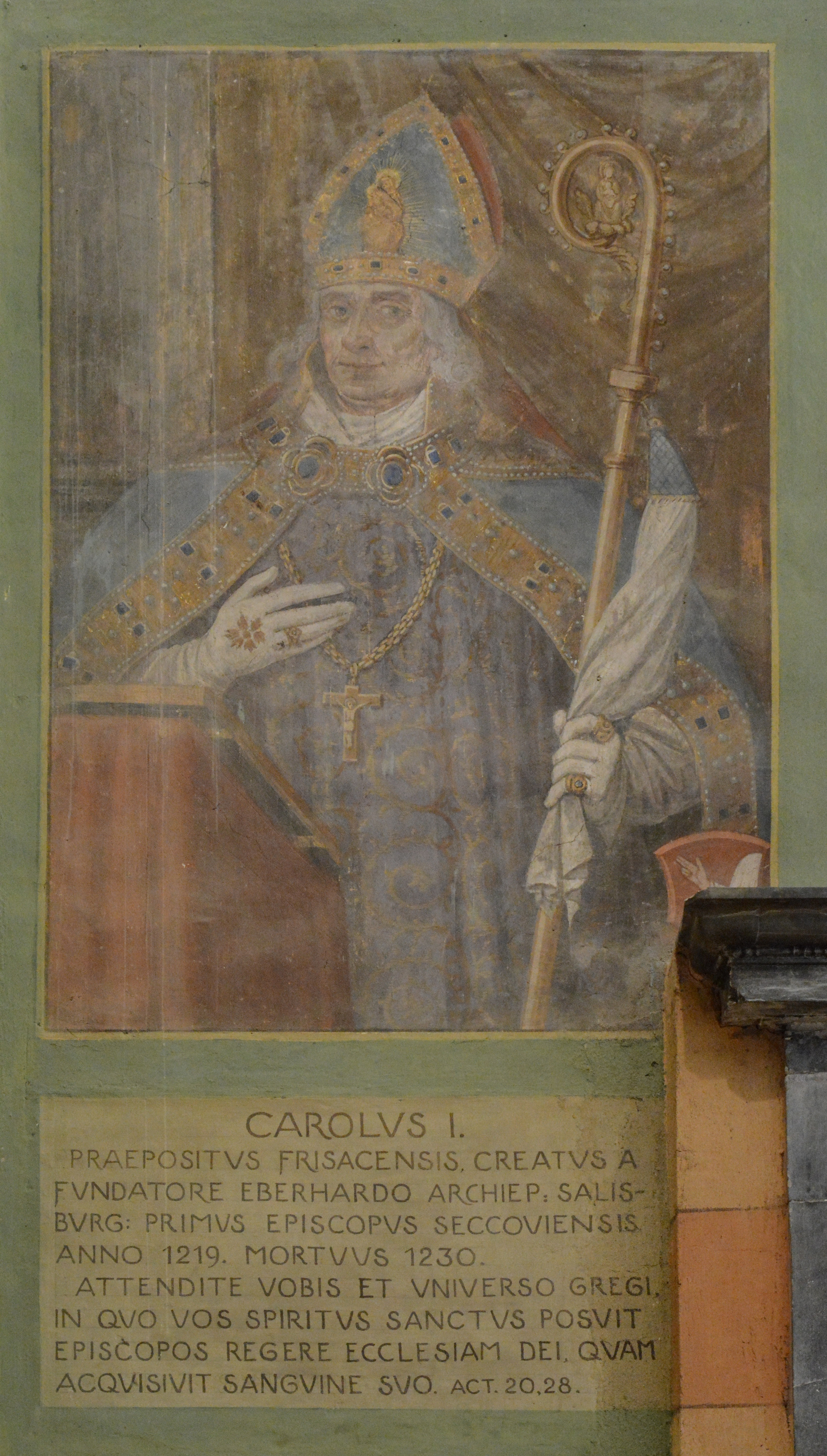
Halbfigurenportrait Bischof Karl I. von Friesach, Basilika Seckau, Bischofskapelle (Darstellung um 1595)

Karl I. († 13. Dezember 1230) war erster Bischof von Seckau.
Karl war möglicherweise Pfarrer in Malta in Kärnten, wurde 1213 Salzburger Vizedom in Friesach, 1214 folgte er dem zum Gurker Bischof ernannten Heinrich von Pettau als Propst von Maria Saal und ab 1217 war er Propst von St. Bartolomäus in Friesach.
Im selben Jahr wurde er vom Salzburger Erzbischof Eberhard von Regensberg nach Rom geschickt, um die päpstliche Zustimmung zur Gründung des Salzburger Eigenbistums in Seckau zu erhalten. Die Gründung des Bistums wurde 1218 von Honorius III. gewährt und durch Kaiser Friedrich II. bestätigt. Karl wurde offensichtlich wegen seiner Verdienste um die Gründung des Bistums zu dessen erstem Bischof bestellt. Das Gebiet seines Bistums erstreckte sich von den Seckauer Alpen über das Gaberl ins Kainachtal und bis an die Mur bei Wildon. Die Stiftskirche des Augustinerchorherrenstiftes Seckau wurde zur Kathedrale ernannt, das Chorherrenstift zum Domkapitel. Der Sitz des Bischofs lag auf der Festung Leibnitz außerhalb des Diözesangebietes.
Karl hielt sich jedoch als Berater des Erzbischofs die meiste Zeit in Salzburg auf und erlangte verschiedene Privilegien für seine Diözese. Von wirtschaftlichen und politischen Aktivitäten ist von Karl wenig überliefert. Im Jahr 1230 begleitete er den Erzbischof nach Italien, um mit dem Patriarchen von Aquileja und Herzog Leopold VI. von Österreich den Frieden von Ceprano zwischen der römischen Kirche und Kaiser Friedrich II. abzuschließen. Am 13. Dezember desselben Jahres verstarb der Bischof, vermutlich nicht mehr in Italien. Er wurde im Dom von Seckau beigesetzt.